# Forças Democráticas pela Libertação de Ruanda

A bandeira do grupo.

As Forças Democráticas pela Libertação de Ruanda, conhecida pela siglas FDLR, é um grupo de resistência que congrega parte dos hutus do leste da República Democrática do Congo. Trata-se de uma dissidência do grupo Hutu Power.